# Autocarro guiado

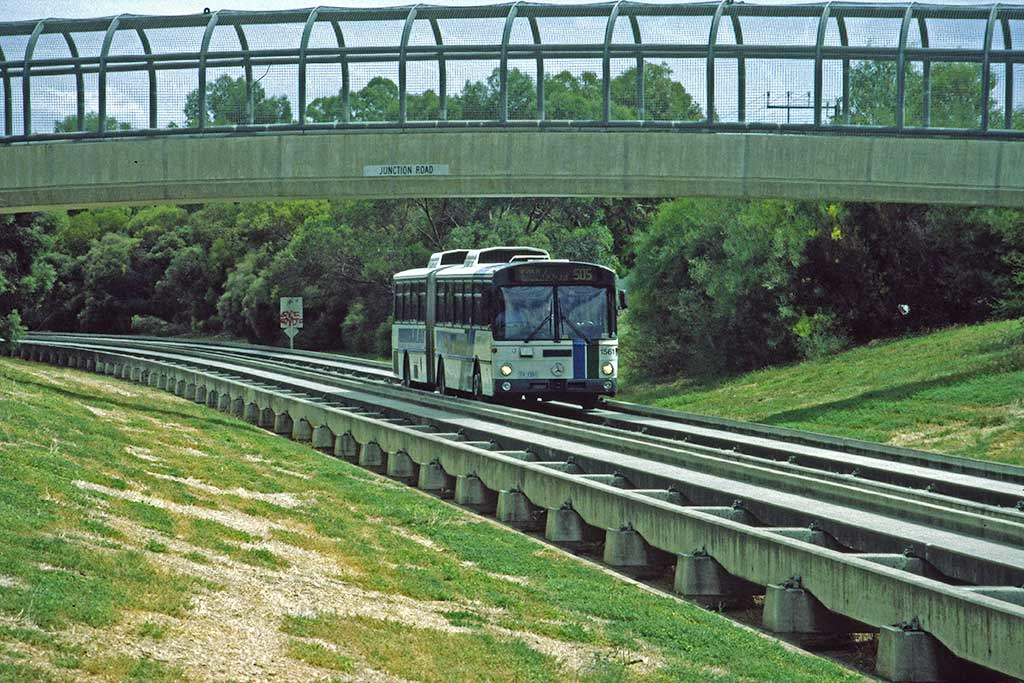
Autocarro guiado articulado em Adelaide, Austrália, 1997.

Os autocarros guiados (Português Europeu) ou Veículo Leve sobre Pneus (VLP) (Português Brasileiro) são autocarros (ônibus) manejados em parte ou totalmente de maneira externa, geralmente numa via dedicada, ou por um sistema de carril de guia. Estas vias, que normalmente estão paralelas com outros caminhos, evitam o tráfego, permitindo manter horários mais confiáveis em zonas de alto trânsito, incluindo em horas de pico.
Os sistemas de guiamento podem ser físicos ou remotos.

## O direcionamento óptico

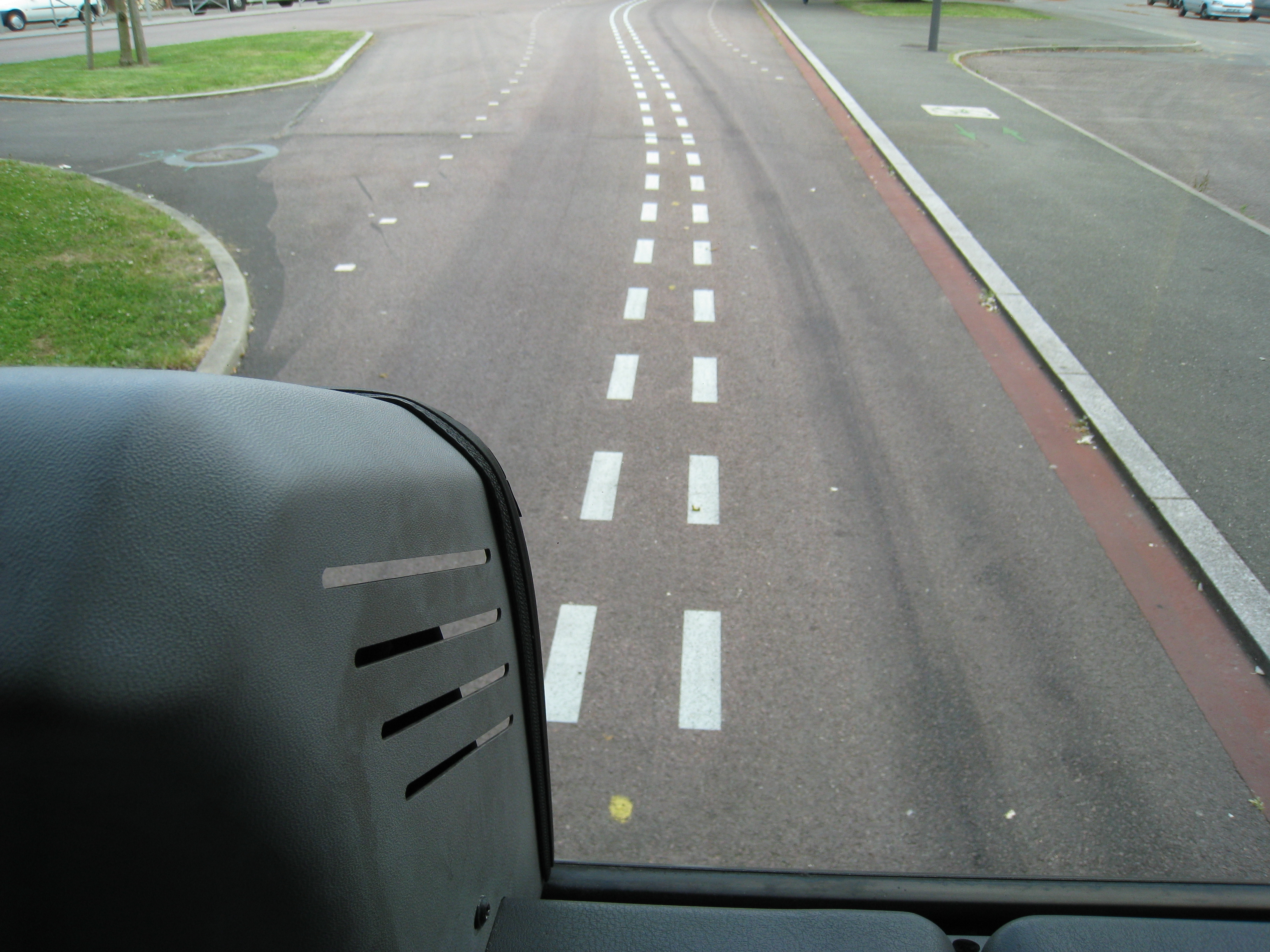
Um dispositivo do direcionamento óptico no autocarro de TEOR em Ruan.

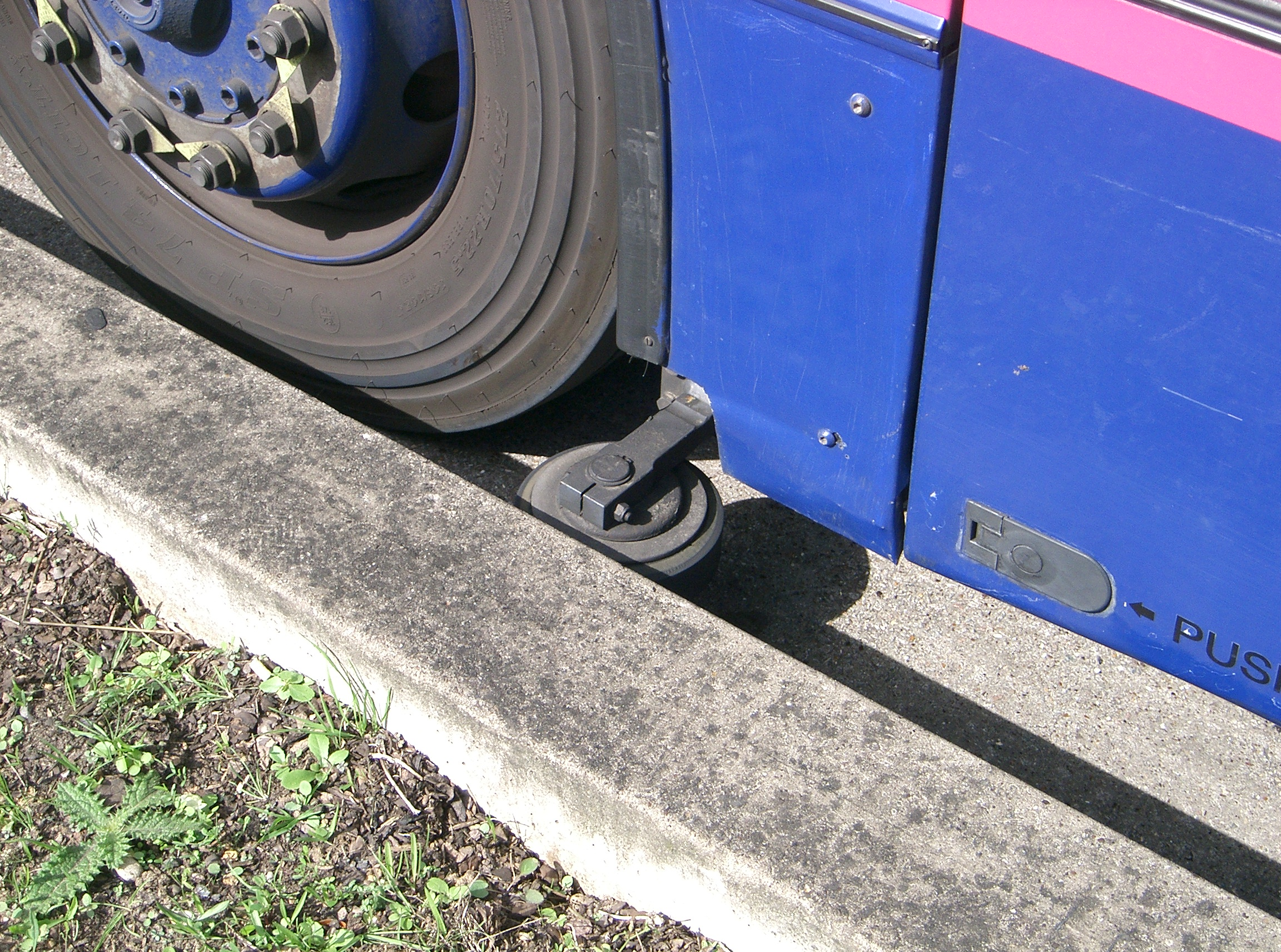
Primeiro plano de uma guia volante num autocarro (ônibus) em Suffolk, Inglaterra.

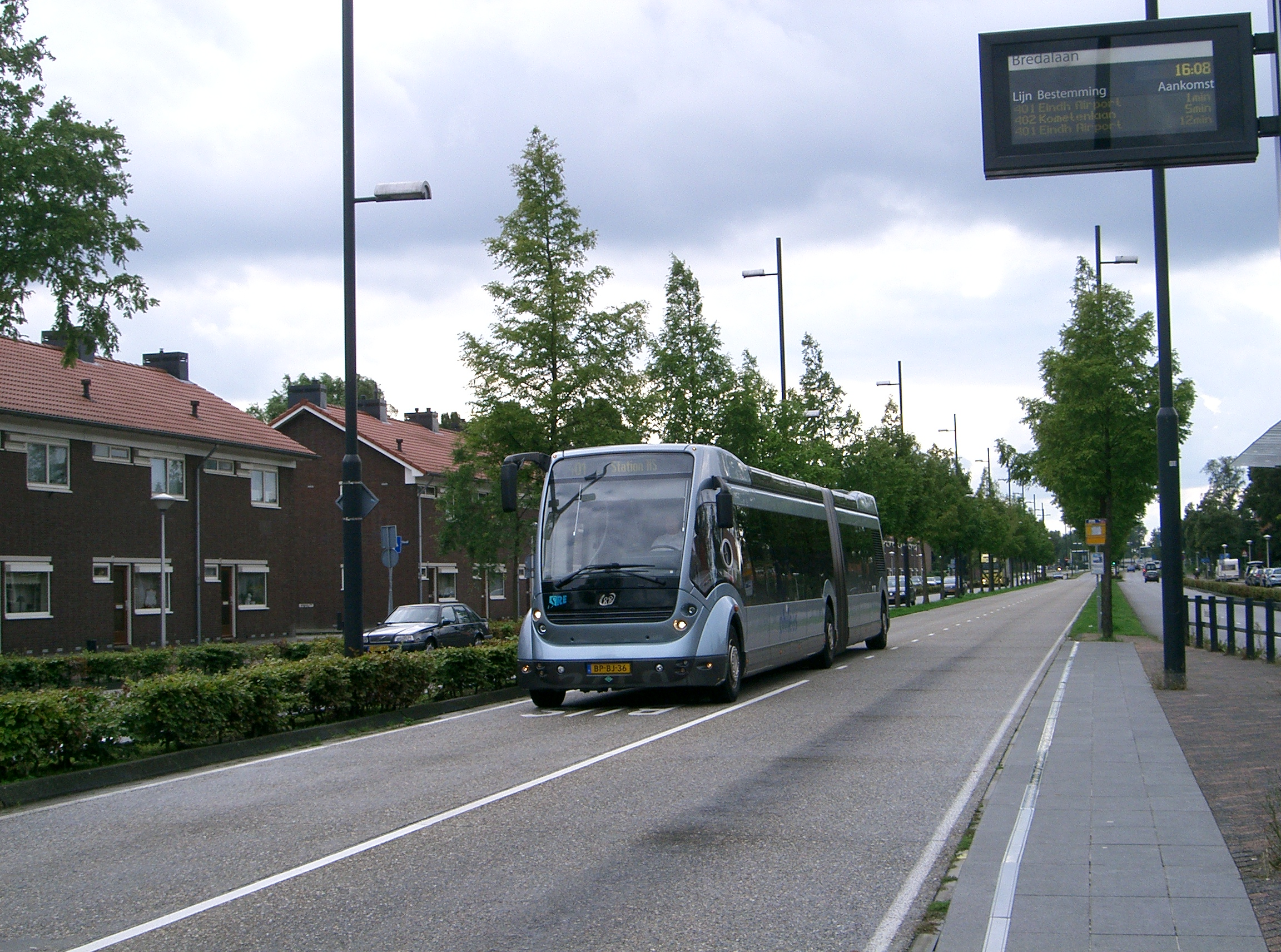
Autocarro (Ônibus) de Trânsito Rápido em carris reservados com sistema de «orientação óptica» em Eindhoven, Holanda (Países Baixos).

O direcionamento óptico é baseado nos princípios do processo de imagens. Uma câmara fotográfica situada diante do veículo digitaliza as faixas pintadas no solo que representam a trajetória de referência. Os sinais obtidos pela câmara fotográfica enviam-se ao computador de bordo que as compila com os parâmetros dinâmicos do veículo (a velocidade, o ângulo de viragem, o ângulo das rodas…). Assim, o computador transmite comandos ao motor da direção assistida do veículo para controlar a sua trajetória conforme a de referência.
O direcionamento óptico é o meio adotado para alcançar os resultados de um tranvia com a vantagem de uma instalação rápida e económica. De fato, o direcionamento óptico permite aos autocarros (ônibus) terem capacidades de estacionamento com uma precisão tão eficiente como a dos tranvias e reduzir os tempos de deteção.
Também, o direcionamento óptico permite conduzir o veículo ao mais próximo da plataforma segundo uma trajetória exata e confiável. A distância entre os umbrais das portas e a plataforma otimiza-se para não exceder 2 polgadas. O acesso ao veículo é então pé-nível e a rampa móvel para as pessoas com debilitações de mobilidade chega a ser inútil.
Em França, o sistema de orientação óptica Optiguide, um dispositivo de direcionamento óptico desenvolvido pela Siemens Transportation Systems SAS, esteve em serviço desde 2001 na rede de transporte de Ruan (França). Optiguide também se empregou nos troleibuses em Castellón (Espanha) desde junho de 2008 e estará em serviço nos autocarros das cidades de Nîmes (França) e Bolonha (Itália).
Para além disso, Optiguide é adaptável a todo o tipo de autocarros, qualquer que seja o seu comprimento: 40 pés, 60 pés e 80 pés e que o seu motor seja diesel, híbrido o elétrico.

## Sistemas de guiamento
|  |  |  |  |